# José Maçãs de Carvalho
José Maçãs de Carvalho (Anadia, 1960) é um artista visual, curador e professor português que é amplamente reconhecido pelo seu trabalho em fotografia, vídeo, instalação e novas médias, explorando temas como identidade, memória e a relação entre o corpo e o espaço. A sua prática artística investiga frequentemente questões relacionadas com a perceção, o quotidiano e a história pessoal e coletiva.
Doutorou-se em Arte Contemporânea pelo Colégio das Artes da Universidade de Coimbra, em 2014. Nos anos de 1980, estudou Literatura na Universidade de Coimbra, e nos anos de 1990, dedicou-se aos Estudos de Gestão de Artes, em Macau, território onde trabalhou e viveu durante alguns anos. Atualmente, é Professor Auxiliar no Departamento de Arquitetura e no Colégio das Artes da Universidade de Coimbra, onde coordena o Mestrado em Estudos Curatoriais.
Maçãs de Carvalho tem uma formação sólida em Belas-Artes e tem exibido o seu trabalho tanto em Portugal como internacionalmente, incluindo exposições individuais e coletivas em museus, galerias e festivais de arte contemporânea.
Como curador, tem organizado várias exposições e eventos culturais, promovendo a arte contemporânea e o diálogo entre artistas. O seu trabalho curatorial e artístico é caracterizado por um olhar crítico e experimental, procurando sempre expandir os limites das práticas artísticas tradicionais.